# 格拉馬特諾伊錫德爾
格拉馬特諾伊錫德爾是奥地利下奥地利州维也纳城郊县的一个市镇。总面积6.7平方公里，总人口2461人，人口密度367.3人/平方公里（2005年）。